# Paulo Gallotti
Paulo Benjamin Fragoso Gallotti ComMM (Canoinhas, 3 de março de 1945) é um advogado, desembargador e magistrado brasileiro. Foi ministro do Superior Tribunal de Justiça (STJ) entre 1999 e 2009. 
É sobrinho e primo, respectivamente, dos ex-ministros do Supremo Tribunal Federal (STF) Luís d'Assunção Gallotti e Octavio Pires Gallotti.

## Carreira
Paulo Gallotti formou-se em direito pela Universidade Federal de Santa Catarina (UFSC). Foi advogado em Florianópolis, de 1969 a 1970, e assessor judiciário concursado do Tribunal de Justiça de Santa Catarina de 1970 a 1971.
Em 1971, ingressou na carreira da magistratura como juiz substituto, tornando-se desembargador do Tribunal de Justiça de Santa Catarina em 1995.
Em 1999, foi nomeado ministro do Superior Tribunal de Justiça pelo presidente Fernando Henrique Cardoso, em vaga destinada a membro de Tribunal de Justiça estadual. Em 2002, foi admitido pelo mesmo presidente à Ordem do Mérito Militar no grau de Comendador especial. Aposentou-se voluntariamente em 2009.